# Albert Huberty

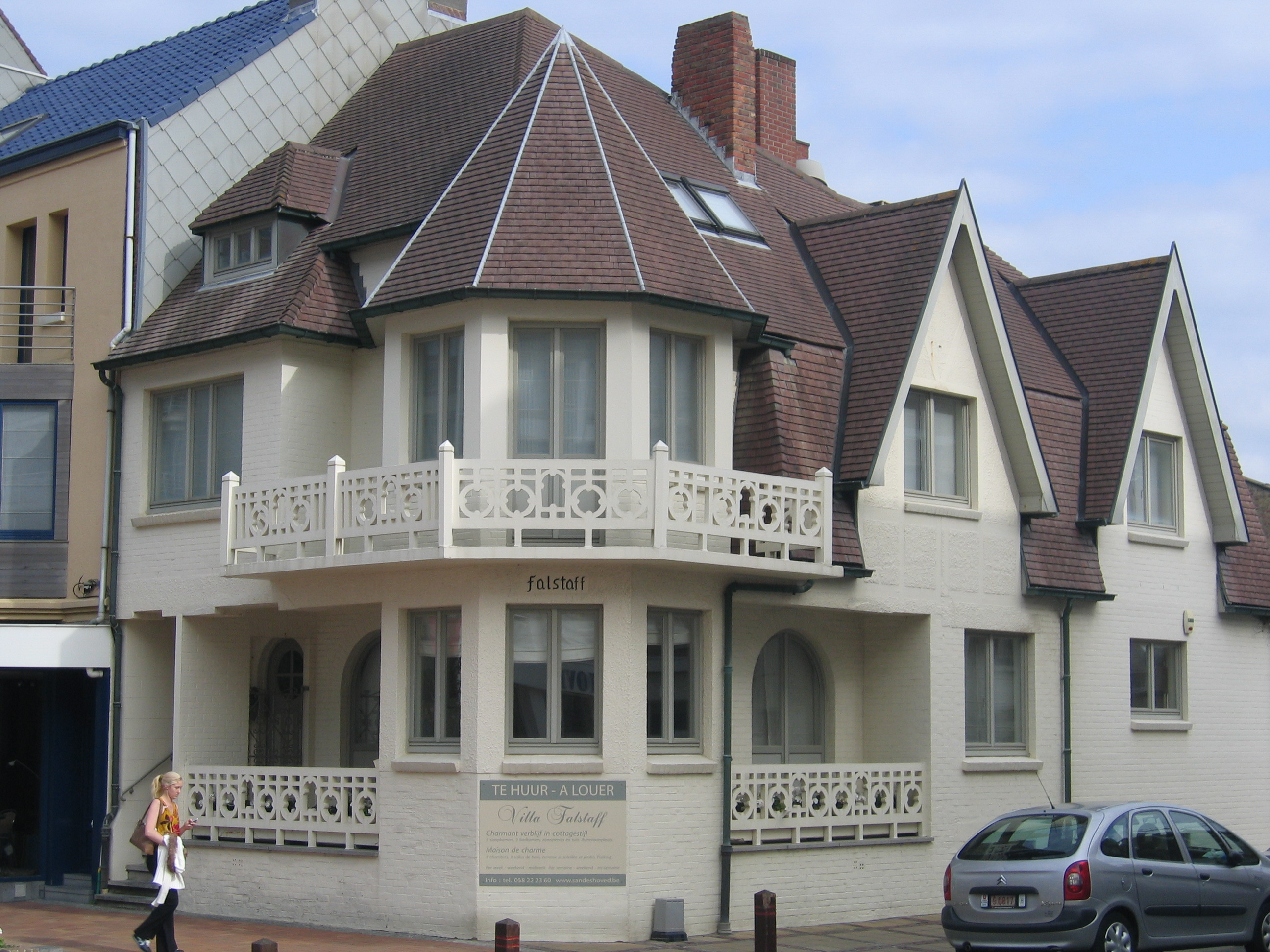
Villa Falstaff (september 2006)

Albert Jean Nicolas Huberty (Seraing, 2 februari 1881 – Oostende, 10 maart 1955) was een Belgische bas.

## Leven
Hij was zoon van Jean Huberty en Anne Marie Hermans. Hij kreeg zijn muziekopleiding aan het Conservatorium Brussel bij Désiré Demest. Hij maakte in 1903 zijn debuut bij de Vlaamse Opera te Antwerpen en in een jaar later beleefde hij ook zijn Nederlands debuut (Theatre Royal de La Haye; Jacques Fromental Halévy: La juive). Hij zong vervolgens in gezelschappen van over de gehele wereld van Rouen, Royal Opera House/Covent Garden (1908/1909), New Orleans (1909-1911), Montreal (1911-1913). Hij maakte deel uit van het gezelschap van de Opéra Royal de Wallonie (1913/1914). Vanaf 1915 was hij te vinden bij de Opéra Comique te Parijs, alwaar hij via de Opéra de Paris zijn loopbaan voortzette tot 1939/1940. Zijn stem was in 1921 te horen in Teatro Colón in Buenos Aires.
Hij was ook enkele jaren docent aan het Brussels conservatorium in lyrische kunst. Hij overleed in Oostende. Zijn stem is bewaard gebleven in een aantal plaatopnamen via Pathé, Paris. In Nieuwpoort-Bad ligt de Albert Hubertyweg.

## Villa Falstaff
Aan de kruising van Goethalslaan en Koninklijke Baan (N34) met adres Albert I-laan 195 in Nieuwpoort-Bad staat de speciaal voor Huberty gebouwde Villa Falstaff, vernoemd naar de gelijknamige rol uit Giuseppe Verdi’s opera Falstaff waarmee hij in de jaren twintig grote successen behaalde. Het gebouw is opgetrokken naar een ontwerp van de architect Gaston Lejeune uit Koksijde. Het gebouw valt op door haar vijfhoekige hoektoren en betonnen balustrades, die laatste in de stijl van art deco. Het pand is in de jaren tachtig dusdanige gerenoveerd, dat de oorspronkelijk geplaatste nokbeeldjes in de vorm van duif, ooievaar, slak en haan verdwenen. In de 21e eeuw is zijn de van origine rode bakstenen wit geschilderd. Het gebouw werd in 2009 tot monument verklaard (Cultureel erfgoed in België).
- Bibliothèque nationale de France: cb14849060z (data)
- Gemeinsame Normdatei: 1078937699
- International Standard Name Identifier: 0000 0000 7779 3062
- Library of Congress Control Number: no2010060832
- MusicBrainz: b477c1ab-3958-401a-af5d-72f08e0db0d0
- Virtual International Authority File: 39645358
- WorldCat: E39PBJw93gPcxmXy8d4Mj66Frq